# Musée de la Tuilerie de l’Auxois
Das Musée de la Tuilerie de l’Auxois ist ein industriegeschichtliches Museum in der Gemeinde Grignon im französischen Département Côte-d’Or.

## Geschichte
1880 gründete die Familie Sebillotte auf einer Tonader einen Ziegeleibetrieb, die Tuilerie des Granges, und beschäftigte dort rund 50 Arbeiter. Der Transport von Ziegeln und Fliesen erfolgte über den unmittelbar am Werksgelände vorbeilaufenden Canal de Bourgogne. 1902 wurde der 30 Meter hohe, heute noch erhaltene Kamin errichtet. 1945 veräußerte die Familie Sebillotte das  Werk an Henri Cattiaux, der es bis 1960 betrieb. Mit seiner Zurruhesetzung wurde die Produktion zunächst eingestellt und alle Mitarbeiter entlassen.
1963 erwarb der Fliesenfabrikant Henri Laurent aus Thil das Anwesen und spezialisierte sich auf die Herstellung von Mauerziegeln und Entwässerungsrohren für die Landwirtschaft. Sein Sohn François Laurent, der gerade seine Ausbildung abgeschlossen hatte, übernahm die Geschäftsführung und die Aufsicht über die 25 neuen Mitarbeiter. Zunehmende Konkurrenz durch das Aufkommen von Betonfliesen, Gipskartonplatten und PVC machte die Produktion jedoch unrentabel. Nach der Einführung von PVC-Rohren wurde die Produktion von Drainagerohren für die Landwirtschaft aufgegeben. Schließlich mussten kurz nacheinander die drei verbliebenen Ziegeleien am Canal de Bourgogne in Venarey-les-Laumes, Montbard und Grignon schließen.

## Museum
Zum Erhalt des industriellen Erbes gründete sich 2004 der Verein Les Tuileries de l'Auxois. Der ehemalige Betrieb ist heute Museum. Die erhaltenen und teilweise noch funktionsfähigen Werksanlagen umfassen unter anderem den alten Töpfer- und Emaillierofen, Flachfliesen- und Vollziegelpresse, eine Fliesenpresse aus den 1950er Jahren, eine Töpferscheibe und historische Fliesenwerkzeuge sowie eine Sammlung gestempelter Fliesen und Ziegel. Erhalten ist auch ein Teil der alten Feldbahn mit Wagenmaterial. Der Tonsteinbruch kann ebenfalls besichtigt werden. 2019 wurde der Simon-Hoffmann-Ofen mit zwei 20 Meter langen Galerien wiederhergestellt und zugänglich gemacht.